# Le amazzoni del sud
Le amazzoni del Sud è un romanzo fantasy di Gianluigi Zuddas pubblicato nel 1983.
Secondo libro del ciclo delle amazzoni di Zuddas, incentrato sulla coppia di Amazzoni Goccia di Fiamma e Ombra di Lancia, questo romanzo riprende ed espande anche spunti trattati brevemente dall'autore nei racconti della serie.

## Trama
La Regina Theba riceve una richiesta di soccorso da parte di un altro gruppo di amazzoni, che si erano separate dal resto della loro razza durante la migrazione guidata dalla leggendaria Regina Merope.
La città che hanno fondato, Mohenjdar, è assediata dalle Teste Nere di Sumer. Goccia e Ombra dovranno guidare il contingente di miliziane in una disperata corsa contro il tempo, affrontando pericoli magici, combattimenti e complotti.

## Edizioni
- Gianluigi Zuddas, Le amazzoni del Sud, collana I Libri di Fantasy, copertina di Boris Vallejo, Fanucci, 1983.
- Gianluigi Zuddas, Le amazzoni del Sud, collana Fantacollana, Editrice Nord, 2000, ISBN 88-429-1123-2.
- Gianluigi Zuddas, Le amazzoni del Sud, copertina di Vincenzo Bosica, Tabula Fati, 2012, ISBN 978-88-7475-231-7.